# Psorospermum fanerana
Psorospermum fanerana är en johannesörtsväxtart som beskrevs av John Gilbert Baker. Psorospermum fanerana ingår i släktet Psorospermum och familjen johannesörtsväxter. Inga underarter finns listade i Catalogue of Life.